# Aylostera albopectinata
Aylostera albopectinata es una especie de planta suculenta perteneciente al género Aylostera, dentro de la familia Cactaceae. Es endémica de Bolivia y anteriormente se le conocía como Rebutia albopectinata.

## Descripción

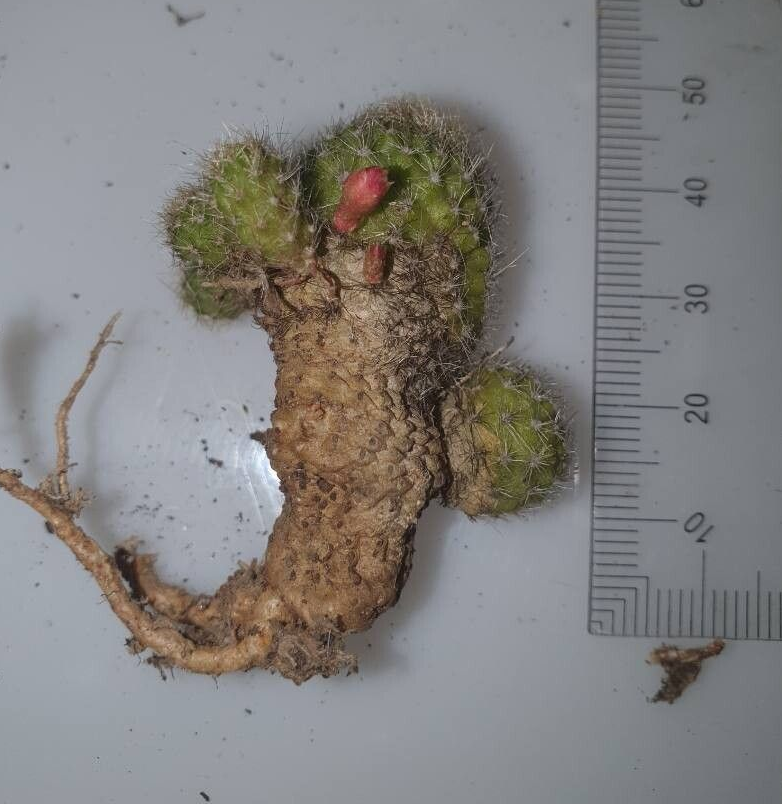
Detalle de la raíz

Aylostera albopectinata crece de forma individual con tallos esféricos de color gris-verdoso que pueden alcanzar un diámetro de 1,5 cm y que tienen raíces como de remolacha (engrosadas). Presentan hasta 16 costillas verticales divididas en tubérculos. 
Las areolas son ovaladas y de color blanco o marrón claro. Las 1 o 2 espinas centrales son de color blanco y miden hasta 1 mm de largo, aunque pueden estar ausentes. Además presentan hasta 13 espinas radiales de color blanco, que cubren toda la superficie del tallo y que llegan a medir hasta 3 mm de largo. 

Las flores son rojas, con zonas de color de rosa a blanco en la garganta. Pueden llegar a medir hasta 5 cm de largo y un diámetro de 4,5 cm. Además, el pericarpio y el tubo de la flor están cubiertos de pelos blancos. Los frutos son esféricos y también están cubiertos con pelo blanco y  alcanzan diámetros de hasta 5 mm.

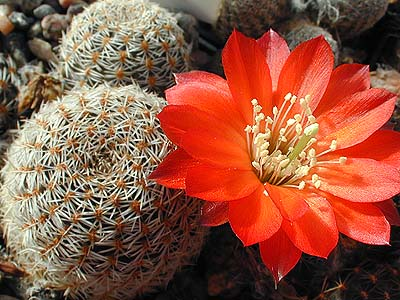
Detalle de la flor

## Distribución y hábitat
El área de distribución nativa de esta especie es Bolivia y crece principalmente en biomas desérticos o de matorrales secos.

## Taxonomía
La primera descripción de esta especie fue como Rebutia albopectinata, publicada en 1972 por el botánico austriaco Walter Rausch en la revista científica Kakteen und andere Sukkulenten 23: 236.
Más tarde, los botánicos Stefano Mosti y Alessio Papini trasladaron la especie al género Aylostera, por lo que pasó a llamarse Aylostera albopectinata. Registraron estos cambios en la revista Pakistan Journal of Botany 43: 2777, publicada en 2011.
Etimología
- Aylostera: nombre genérico formado a partir de las palabras griegas aulos, transliterado irregularmente como aylos, (que significa 'tubo') y stereos (que significa 'sólido'), en alusión al tubo floral sólido que poseen.[3]
- albopectinata: epíteto específico que deriva de las palabras latinas albus (que significa 'blanco') y pectinatus (que significa parecido a un peine), haciendo referencia al aspecto de las espinas de la especie.[4][5]

## Estado de conservación
En la Lista Roja de Especies Amenazadas de la UICN, la especie está clasificada como “En Peligro (EN)”.

## Usos
Se cultiva principalmente como planta ornamental y su propagación se realiza normalmente a través de hijuelos o semillas.